# Primera Hora (Puerto Rico)
Primera Hora se fundó en el 17 de noviembre de 1997 por la familia Ferré-Rangel.
Desde su lanzamiento, el periódico ha rediseñado varias secciones principales: Así (marzo de 1999), Panorama (agosto de 2000) y Acción Deportiva (agosto de 2003). Además, se han creado nuevas secciones y suplementos comerciales. 
Los fundadores de Primera Hora fueron Carlos Nido, gerente general (actualmente vicepresidente de Ventas de El Nuevo Día) y Héctor Olave, director. El 1 de marzo de 1999 Jorge Cabezas se convirtió en el segundo director y el 1 de febrero de 2006, Rubén Keoseyán asumió la dirección editorial del diario, dando continuidad a la línea editorial que lo distingue. Pablo Badilla dirigió el diario hasta junio de 2010, cuando asumió la dirección general Luis Alberto Ferré Rangel y Benjamín Morales como director asociado. Actualmente, Linda Hernández es la directora asociada del diario.